# Caraco

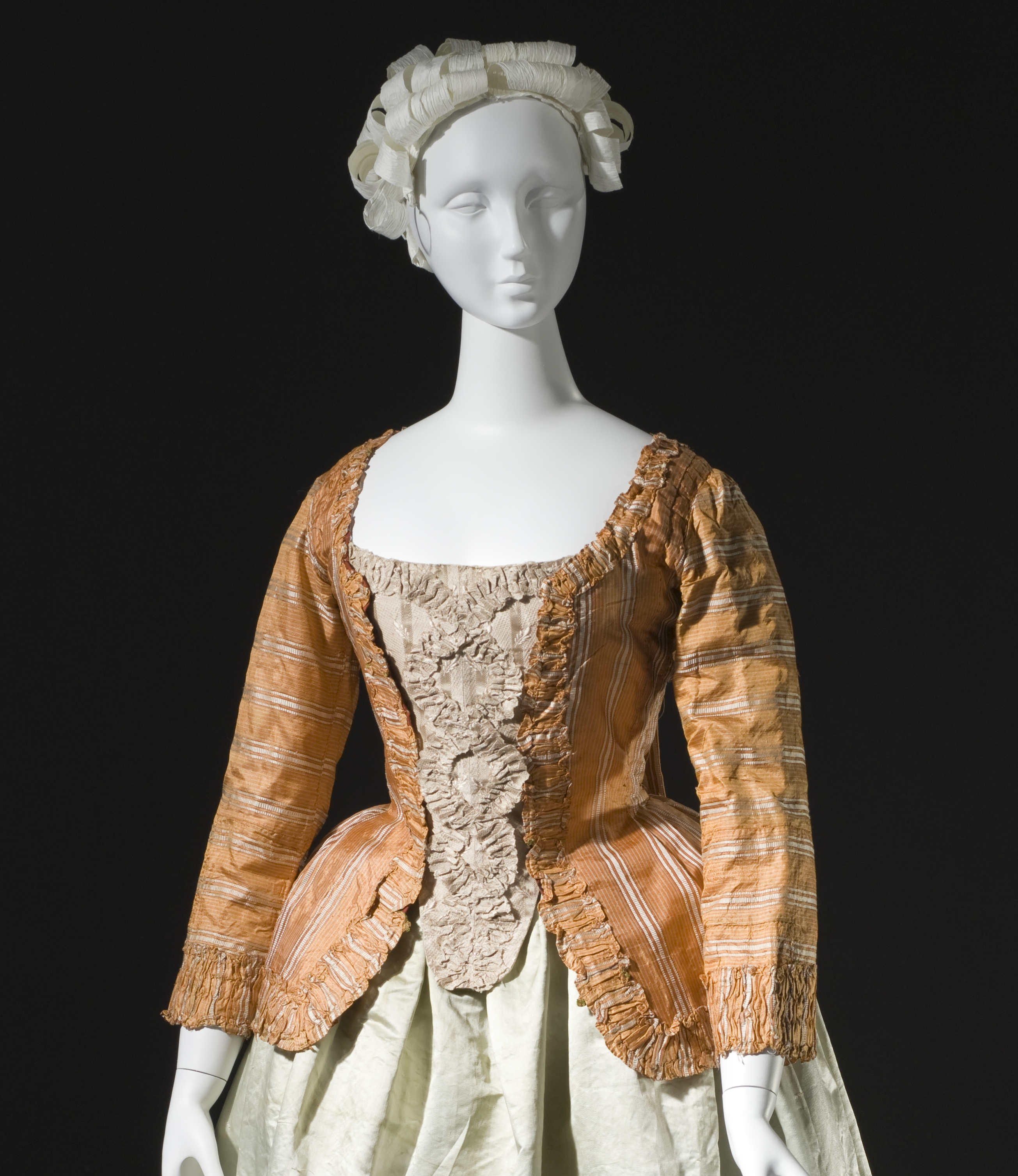
Caraco settecentesco esposto nel Los Angeles County Museum of Art

Il caraco è un indumento femminile. Nel Settecento, quando divenne popolare, si trattava di una giacca aderente in vita, con maniche lunghe fino al polso o che coprivano tre quarti del braccio e con falde oppure un sopragonna sul davanti; talvolta poteva presentare un piccolo mantello di lana.

## Storia
Stando al Dizionario della moda edito da Baldini+Castoldi, il termine sarebbe apparso nell'VIII secolo in riferimento al «costume di una provincia della Francia. La camicia, abbottonata sul davanti, era anche chiamata robe à la Suzanne e la portavano le contadine». Il caraco iniziò a essere indossato nelle città dalla seconda metà del Settecento, quando venne lanciato dal duca Armand-Désiré d'Aiguillon dopo averlo scoperto a Nantes. L'indumento divenne popolare nell'aristocrazia e continuò a essere indossato i primi decenni del secolo successivo.
Oggi il termine indica una vestaglia morbida e informale a maniche lunghe, scollata o abbottonata.